# Vine
Vine byla mobilní aplikace vlastněná Twitterem, která umožňovala uživatelům nahrávat videa, upravovat je a stříhat je. Videa na Vinu mohla mít pouze 6 sekund, ale díky tomu to byl také tak oblíbený způsob vytváření virálních videí, která pak mohla být jednoduše sdílená na Facebook nebo Twitter.

## Historie
Vine vytvořili Dom Hofmann, Rus Yusupov, a Colin Kroll v červnu 2012. Aplikace byla rychle odkoupena Twitterem v říjnu 2012 za 30 milionů dolarů.
Vine začal svoji kariéru 24. ledna 2013 a tehdy byl dostupný pouze pro iOS jako aplikace ke stažení zdarma v App Store. Na Google Play pro Android se Vine objevil 3. června 2013.
Pár měsíců na to se stal Vine jednou z nejstahovanějších aplikací v oblasti videí. V dubnu 2013 se stal Vine nejstahovanější zdarma aplikací na App Store. V květnu 2014 spatřila světlo světa také webová podoba aplikace, která sice neumožňuje nahrávat videa, ale hledat osoby, videa a hashtagy.

### Konec aplikace
27. října 2016 ohlásil Vine prostřednictvím portálu Medium, že plánuje ukončení aplikace.  Zároveň v tomto oznámení, ale také na svém webu  ujistil uživatele, především autory obsahu, že jejich videa bude archivovat a o změnách v aplikaci bude dostatečně dopředu informováno.